# Nokia 5030
Nokia 5030 (Nokia 5030 XpressMusic) је први Нокијин мобилни телефон с уграђеном FM радио антеном која у потпуности елиминише потребу за слушалицама или звучницима. Када се стави на сто, Нокија 5030 служи као преносиви FM радио и идеална је за људе на тржиштима у развоју којима је радио најважнији извор информација и разоноде.

## Основне карактеристике модела
- Стање приправности батерије: 10 сати активног разговора; 24 сата активно-укњученог радио-апарата
- Боје модела: графитно-сива, црвена боја
- Камера: без уграђене камере
- Проширење меморије: нема могућност прошириве меморије
- Резолуција дисплеја: 128х160 пиксела
- Број боја: до 65.000 боја